# Komi-Permianos
Komi-permianos, "komi-permyáks" o simplemente "permianos","permyáks" - es un grupo étnico en el este de la parte europea de Rusia, en la región de los Urales, principalmente en el territorio del krai de Perm. Conforman la población principal de la región de Permiakia, que hoy es la parte de krai de Perm.

## Distribución geográfica
Según el censo general de Rusia (2002), en el país hay 125 235 komi-permianos, 80 000 de ellos en Permiakia, que constituyen el 60 % de la población total. También hay grupos de komi-permianos en los demás distritos del krai de Perm. Cerca de Krasnovishersk viven los "komi-yazvintsi", que algunos consideran como un grupo étnico distinto. En la ciudad de Perm viven unos 20 000 komi-permianos. En el este del óblast de Kírov (región de Kírov) cerca de la frontera con Permiakia hay un grupo de komi-permianos con un dialecto propio - los "komi-zyuzdintsi", aunque a principios del siglo XXI este grupo ya había sido casi totalmente asimilado por la población rusa de esa parte de la región de Kirov. Parte de la población ruso-eslava de Siberia tiene también raíces komi-permios o Komi-Zirianos.

## Idioma
Su idioma es el komi permio del grupo fino-úgrico.
El Y-haplogroupo masculino de la población Komi es 50 % N1c1- finougrico-Permic, mientras que el haplogrupo de las mitocondrias (transmisión materna) es casi por completo de mujeres europeas, provenientes de la expansión de población agrícola y agrícola-pescadora.

## Religión
La mayoría de los komi-permianos creyentes son feligreses de la Iglesia ortodoxa rusa. Alguna parte son los viejos creyentes, que no aceptaron la reforma de Nikon en 1654.